# Coelorinchus gilberti
Coelorinchus gilberti är en fiskart som beskrevs av David Starr Jordan och Carl Leavitt Hubbs 1925. Coelorinchus gilberti ingår i släktet Coelorinchus och familjen skolästfiskar. Inga underarter finns listade i Catalogue of Life.